# Malacomys
Genre
Malacomys est un genre africain de rongeurs de la sous-famille des Murinés.

## Liste des espèces
Ce genre comprend les espèces suivantes :
- Malacomys cansdalei Ansell, 1958
- Malacomys edwardsi Rochebrune, 1885
- Malacomys longipes Milne-Edwards, 1877 - rat des marais ou rat à longs pieds ou rat sauteur

pour Malacomys lukolelae (Hatt, 1934) : Praomys lukolelae (Hatt, 1934) et pour Malacomys verschureni Verheyen & Van der Straeten, 1977 : Praomys verschureni (Verheyen & Van der Straeten, 1977)